# 斑三鬚鱈
斑三鬚鱈，為輻鰭魚綱鱈形目江鱈科的其中一種，分布於東大西洋的加納利群島、馬德拉群島及亞速群島海域，棲息深度5-10公尺，體長可達26公分，為底棲性魚類，棲息在潮間帶，以藻類及甲殼類為食。

## 擴展閱讀
維基物種上的相關：斑三鬚鱈